# Киселиця Віталій Олександрович
Віта́лій Олекса́ндрович Кисели́ця (нар. 14 червня 1976, Київ) — український тренер (греко-римська боротьба). Заслужений тренер України (2011). Орден «За заслуги» III ступеня (2021).

## Життєпис
Віталій Киселиця народився 14 червня 1976 року у місті Києві.
Закінчив Київський педагогічний коледж (2003). Працює тренером-викладечем Київської ДЮСШ «Атлант» (від 1999); тренер-волонтер Київського борцівського клубу «Спарта» Центру фізичного здоров'я населення «Спорт для всіх».
Серед вихованців — Жан Беленюк.